# Jennifer Rosales

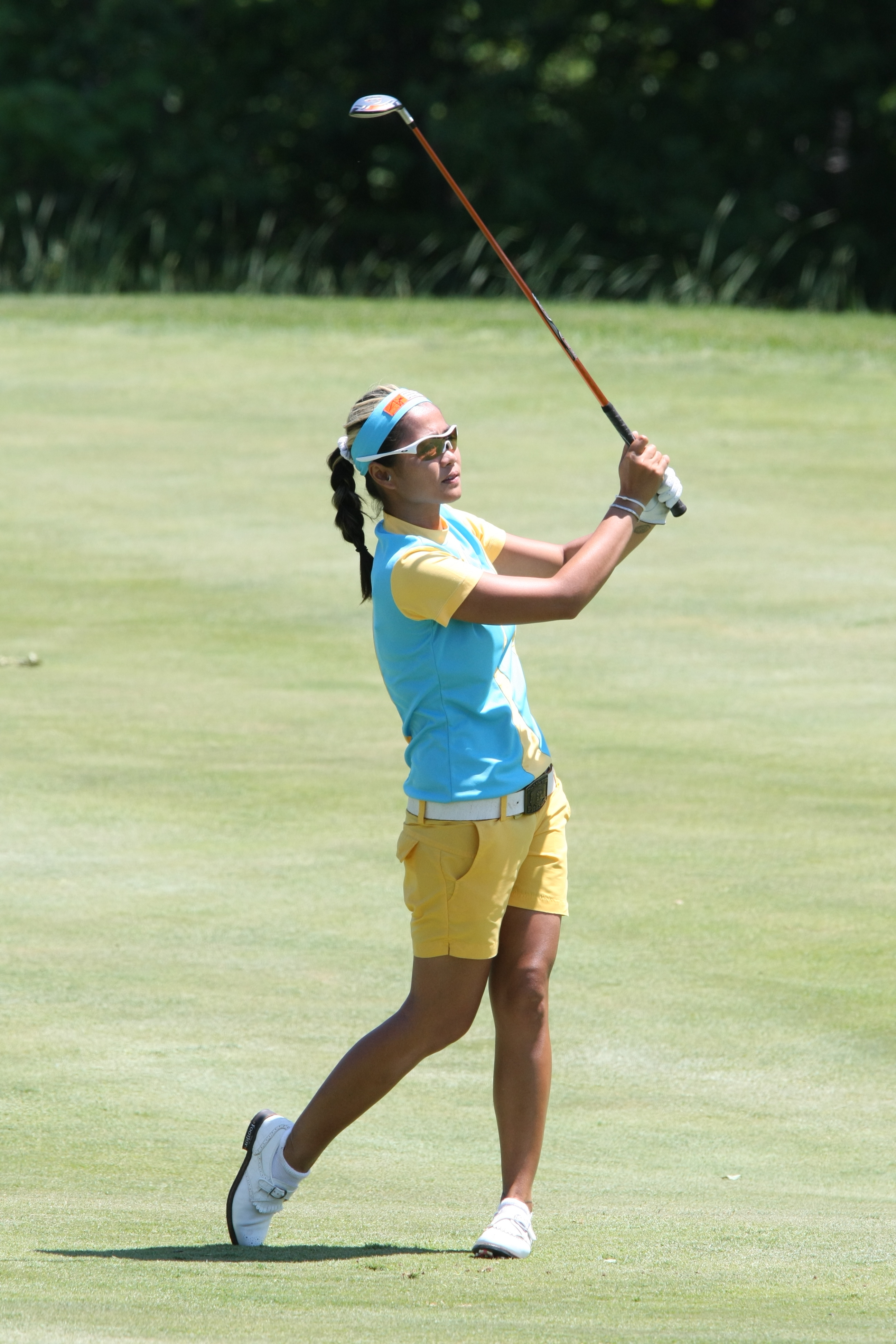
Jennifer Rosales

Jennifer Rosales, född 17 september 1978 i Manila, är en filippinsk golfspelare.
Rosales blev professionell 2000 efter en framgångsrik amatörkarriär där hon bland annat vann Phillippine Ladies Amateur Open 1994-1998. Hon vann även NCAA:s individuella mästerskap 1998 då hon tävlade för University of Southern California.
Hon var den första filippinska golfspelaren som vann en tävling på någon av världens golftourer när hon vann LPGA-tourens Chick-Fil-A Charity 2004. Hon fick även en framskjuten placering i majortävlingen US Womens Open 2005 då hon ledde efter tre rundor och slutade på en fjärde plats. Hon nådde samma placering i 2002 års Weetabix Womens British Open. 2005 vann hon SBS Open på Turtle Bay på Hawaii.

## Meriter

### Segrar på LPGA-touren
- 2004 Chick-fil-A Charity Championship hosted by Nanzy Lopez
- 2005 SBS Open